# Star Time
Star Time è un box set di quattro CD del cantante statunitense James Brown, pubblicato nel 1991.

## Tracce

### Disco 1  (Mr. Dynamite)
1. Please Please Please – 2:43
2. Why Do You Do Me – 2:59
3. Try Me – 2:30
4. Tell Me What I Did Wrong – 2:20
5. Bewildered – 2:21
6. Good Good Lovin' – 2:18
7. I'll Go Crazy – 2:05
8. I Know It's True – 2:40
9. (Do the) Mashed Potatoes, Pt. 1 – 1:39
10. Think – 2:46
11. Baby, You're Right – 2:58
12. Lost Someone – 3:28
13. Night Train – 3:38
14. I've Got Money – 2:29
15. I Don't Mind [live] – 2:29
16. Prisoner of Love – 2:24
17. Devil's Den – 4:48
18. Out of the Blue – 2:15
19. Out of Sight – 2:19
20. Grits – 3:58
21. Maybe the Last Time – 3:02
22. It's a Man's World – 3:22
23. I Got You – 2:27
24. Papa's Got a Brand New Bag, Pts. 1, 2 & 3 – 6:56

### Disco 2  (The Hardest Working Man in Show Business)
1. Papa's Got a Brand New Bag, Pt. 1  – 2:06
2. I Got You (I Feel Good) – 2:45
3. Ain't That a Groove – 3:31
4. It's a Man's Man's Man's World – 2:46
5. Money Won't Change You – 6:01
6. Don't Be a Dropout – 4:31
7. Bring It Up (Hipster's Avenue) – 3:48
8. Let Yourself Go – 3:53
9. Cold Sweat – 7:30
10. Get It Together – 8:57
11. I Can't Stand Myself (When You Touch Me), Pt. 1 – 3:29
12. I Got the Feelin' – 2:39
13. Licking Stick-Licking Stick – 4:52
14. Say It Loud - I'm Black and I'm Proud, Pt. 1 – 2:59
15. There Was a Time [Live] – 4:59
16. Give It Up or Turnit a Loose – 3:10
17. I Don't Want Nobody to Give Me Nothing (Open up the Door I'll Get It Myself) – 5:59

### Disco 3  (Soul Brother No. 1)
1. Mother Popcorn – 6:18
2. Funky Drummer – 7:00
3. Get Up (I Feel like Being a) Sex Machine – 5:15
4. Super Bad, Pts. 1 & 2 – 4:26
5. Talkin' Loud & Sayin' Nothing – 8:59
6. Get Up, Get into It, Get Involved – 7:03
7. Soul Power, Pts. 1 & 2 – 4:25
8. Brother Rapp/Ain't It Funky Now [live] – 7:44
9. Hot Pants, Pt. 1 – 3:06
10. I'm a Greedy Man, Pt. 1 – 3:36
11. Make It Funky, Pt. 1 – 3:34
12. It's a New Day [live] – 3:48
13. I Got Ants in My Pants, Pt. 1 – 3:01
14. King Heroin – 3:57

### Disco 4  (The Godfather of Soul)
1. There It Is, Pt. 1 – 3:20
2. Public Enemy #1, Pt. 1 – 5:09
3. Get on the Good Foot – 4:07
4. I Got a Bag of My Own – 3:44
5. Doing It to Death – 5:14
6. The Payback – 7:28
7. Papa Don't Take No Mess, Pt. 1 – 4:22
8. Stoned to the Bone, Pt. 1 – 3:28
9. My Thang – 4:37
10. Funky President (People It's Bad) – 4:01
11. Hot (I Need To Be Loved, Loved, Loved, Loved) – 5:03
12. Get Up Offa That Thing (Release the Pressure) – 6:14
13. Body Heat, Pt. 1 – 4:29
14. It's Too Funky in Here – 5:39
15. Rapp Payback (Where Iz Moses) – 4:36
16. Unity, Pt. 1 – 3:40